# 1957 na rádio

## Eventos
- 31 de agosto - fundação do Grupo RBS (Rede Brasil Sul).
- Fundação da Rádio Paiquerê (Brasil).

## Nascimentos
| Data        | Nome             | Profissão                              | Nacionalidade | Observações | Ref |
| ----------- | ---------------- | -------------------------------------- | ------------- | ----------- | --- |
| 19 de maio  | José Luiz Datena | jornalista e apresentador de televisão | Brasil        |             |     |
| 2 de agosto | João Kléber      | apresentador e humorista               | Brasil        |             |     |

## Mortes
| Data | Nome | Profissão | Nacionalidade | Observações | Ref |
| ---- | ---- | --------- | ------------- | ----------- | --- |